# 제너럴 일렉트릭 T700

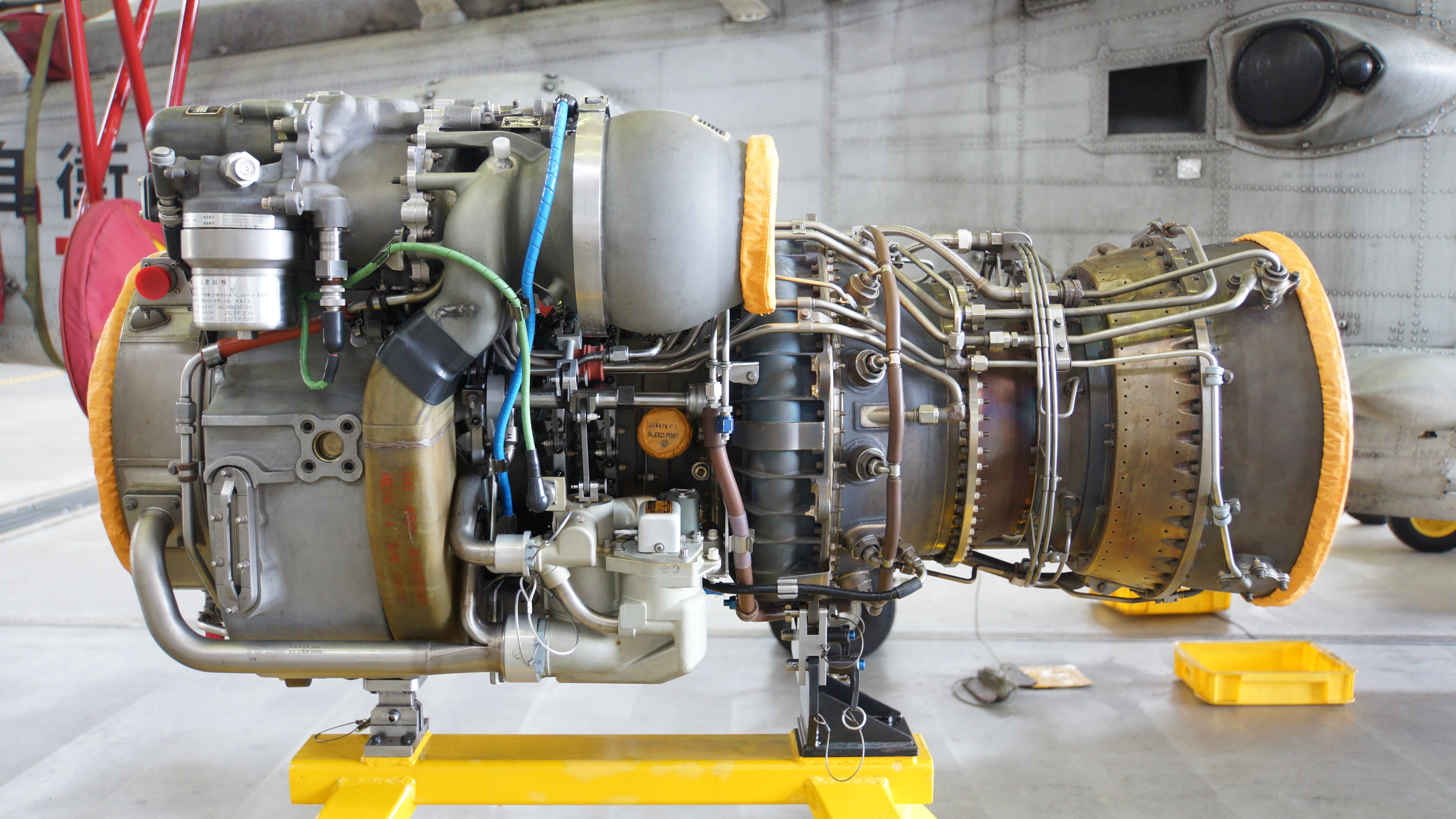
제너럴 일렉트릭 T700

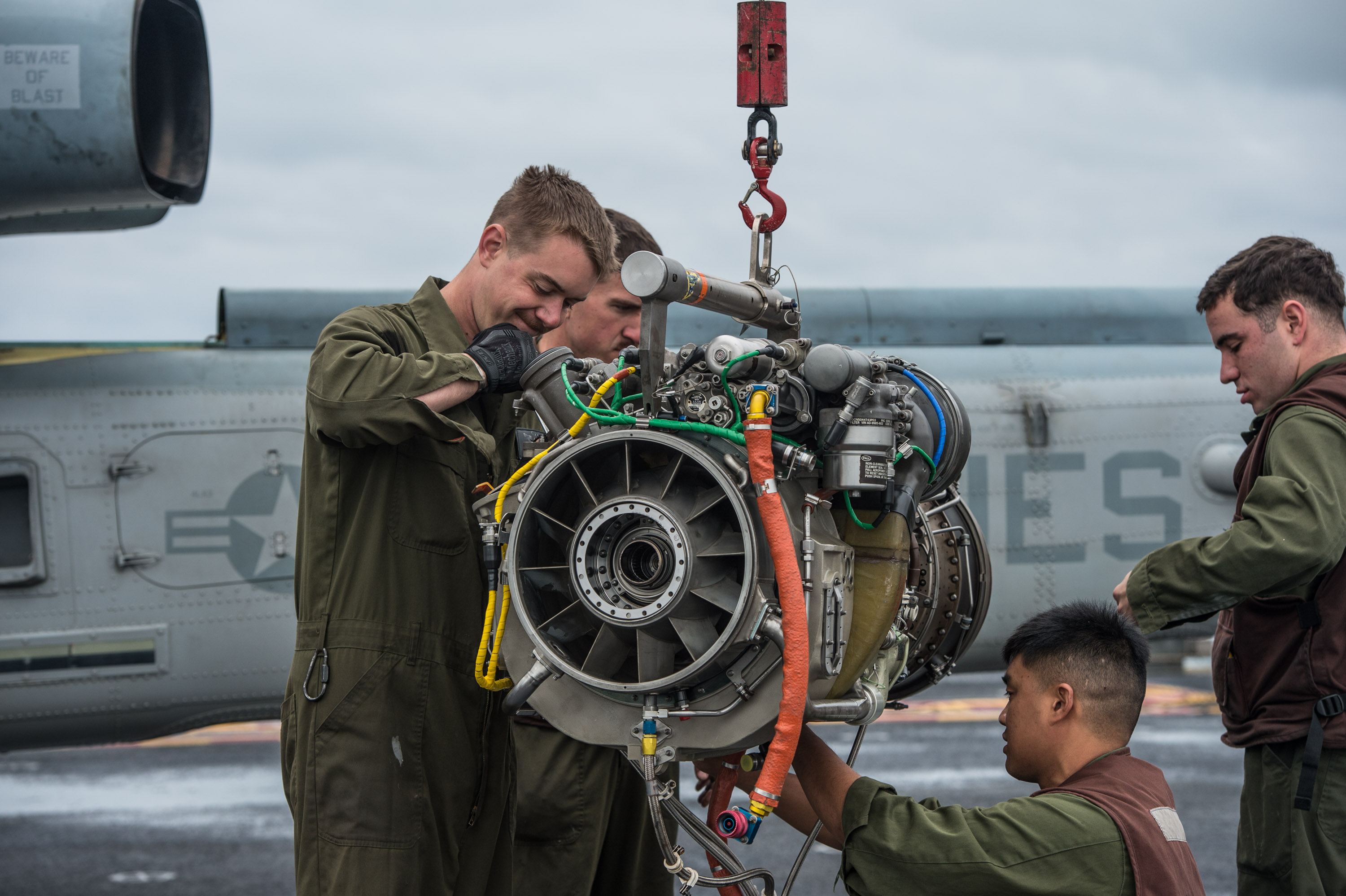
제너럴 일렉트릭 T700

제너럴 일렉트릭 T700은 미국 제너럴 일렉트릭이 생산하는 헬리콥터용 원심식 터보샤프트 엔진이다.

## 역사
중간에 원심식 터빈 1기가 있는 서방 특유의 원심식 엔진으로(반대로 소련은 전통적으로 헬기에 축류식 프리터빈 터보샤프트를 애용한다. T-80계통과 같은 가스터빈 전차는 원심식을 쓰긴 하지만, 항공용은 축류식이다. 덕분에 Mi-8/14/17부터 그 공격형인 Mi-24와 Ka-27/32는 물론, 고정익인 안토노프 An-140까지 한 시리즈의 엔진으로 완전히 도배됐다), 1,500 마력부터 3,000 마력까지 다양한 버전이 있다. 군사용은 T700이라고 부르며, 민간용은 CT7이라고 부른다. 블랙호크, 아파치 엔진이라고 하면 쉽게 이해가 된다. 전 세계의 수많은 헬리콥터가 T700 엔진을 사용한다.
영국, 프랑스, 러시아는 T700 엔진과 동급의 프로펠러 엔진을 독자 생산한다.
CN-235 수송기도 블랙호크, 아파치 엔진을 사용한다는 점이 특이하다.

## 사용 기종
- 아구스타웨스트랜드 AW101 멀린
- 아구스타웨스트랜드 AW149
- 아구스타웨스트랜드 AW189
- 아구스타웨스트랜드 CH-149 Cormorant
- 벨 214ST
- 벨 525
- 벨 AH-1W 슈퍼코브라
- 벨 AH-1Z 바이퍼
- 벨 UH-1Y 베놈
- 보잉 AH-64 아파치
- KAI 수리온
- 미쓰비시 H-60
- NH90
- 시코르스키 CH-148 Cyclone
- 시코르스키 HH-60 제이호크
- 시코르스키 HH-60 페이브 호크
- 시코르스키 SH-60 시호크
- 시코르스키 UH-60 블랙호크
- 시코르스키 S-70
- 시코르스키 S-92
- CN-235
- 사브 340

## 상세 사양
일반 특징
- 타입 : 터보샤프트(Turboshaft)
- 길이 : 1,200 밀리미터 (T700-GE-700/701 시리즈); 1,220 밀리미터 (T700/T6A)
- 지름 : 640~660 밀리미터 (T700/T6E)
- 무게 : 180kg (YT700-GE-700); 198kg (T700-GE-700); 244kg(T700/T6E)